# Larissa França
Larissa França (14 de abril de 1982, Cachoeiro de Itapemirim) es una jugadora de vóley playa femenino de Brasil que ganó el Campeonato Mundial de Vóley Playa de 2011 tras ganar a Kerri Walsh y Misty May-Treanor. También ha ganado dos títulos PanAm en 2007 y 2011, siempre junto a Juliana Silva.

## Trayectoria
Nació en Espírito Santo, pero pasó su infancia en Paragominas, Pará, donde su padre iba a trabajar. Comenzó a jugar voleibol en Tuna Luso, un club tradicional en el estado, y se fue a Fortaleza en 2002, cuando comenzó su sociedad con Juliana. En su primer ciclo olímpico, Larissa vio cómo la pareja sufría una lesión en la víspera de los Juegos Olímpicos de Pekín 2008, viéndose obligada a jugar con Ana Paula. Desenredados, los dos no regresaron con la medalla. En Londres 2012, esta vez con Juliana, Larissa ganó la medalla de bronce. También participó en los Juegos de Río 2016, con Talita, cuando terminó cuarto.
Comenzó a practicar vóley en 1997, y ayudó a su club a ganar el título brasileño en 2000. Su carrera en vóley playa comenzó en 2001, y ya en 2003 comenzó a ganar medallas junto a Ana Richa en los Juegos Panamericanos de 2003 en Santo Domingo, República Dominicana, donde ganó una medalla de bronce. Anteriormente habían participado en algún evento mundial del SWATCH-FIVB y había quedado 17.ª en el Campeonato Mundial de Vóley Playa de 2003. Ganaron también un torneo brasileño y fueron clasificadas como terceras en el ranking mundial por detrás de las olímpicas Adriana Behar y Shelda Bede, y Ana Paula Connelly y Sandra Pires.
A partir de ahí su compañera fue Juliana Silva. En marzo de 2004, en su primera competición juntas, quedaron terceras en una competición internacional, tras derrotar a las olímpicas chinas Tian Jia y Wang Fei. Solo fueron derrotadas por las estadounidenses Misty May-Treanor y Kerri Walsh y por las rivales brasileñas Adriana Behar y Shelda Bede. En el tour mundial de la SWATCH-FIVB de 2005 tuvieron unas ganancias de 409.750 dólares, y solo las estadounidenses pudieron superarlas en algún momento. Consiguieron seis victorias y 14 podios de 15 pruebas totales. Las estadounidenses ganaron en seis ocasiones, con cuatro de esas victorias ante Larissa y Juliana, en Berlín, París, Salvador de Bahía y Cape Town. En la temporada de 2006 consiguieron ganar 533.750 dólares en solo 25 eventos, con siete victorias y 18 podios.

## Palmarés
- Juegos Olímpicos

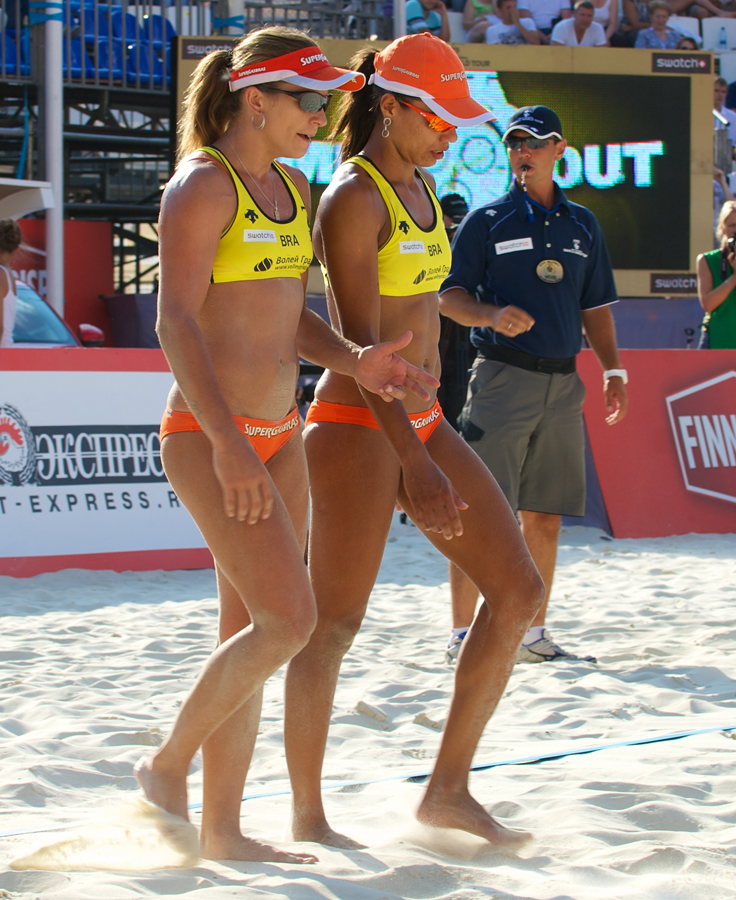
Larissa França (i) con Juliana Silva, 2011

  - Bronce en los Juegos Olímpicos de Londres 2012 con Juliana Silva.
- Campeonato Mundial de Vóley Playa
  - Oro en el Campeonato Mundial de Vóley Playa de 2011 en Roma con Juliana Silva.
  - Plata en el Campeonato Mundial de Vóley Playa de 2005 en Berlín con Juliana Silva.
  - Plata en el Campeonato Mundial de Vóley Playa de 2009 en Stavanger con Juliana Silva.
  - Bronce en el Campeonato Mundial de Vóley Playa de 2007 en Gstaad con Juliana Silva.
- Juegos Panamericanos
  - Oro en los Juegos Panamericanos de 2007 en Río de Janeiro con Juliana Silva.
  - Oro en los Juegos Panamericanos de 2011 en Guadalajara con Juliana Silva.
  - Bronce en los Juegos Panamericanos de 2003 en Santo Domingo con Ana Richa.

## Vida personal
En agosto de 2013, Larissa confesó públicamente ser lesbiana, un mes después de haber salido del armario, contrajo matrimonio igualitario con la también voleibolista Liliane Maestrini.